# جاستن باسفايلد
جاستن باسفايلد (بالإنجليزية: Justin Pasfield)‏ (30 مايو 1985 بولونغونغ في أستراليا - ) هو لاعب كرة قدم أسترالي في مركز حراسة المرمى. شارك مع منتخب أستراليا تحت 20 سنة لكرة القدم ومنتخب أستراليا الوطني لكرة القدم تحت 23 سنة. أما مع النوادي، فقد لعب مع سنترال كوست مارينرز وسيدني إف سي ونادي بريزبان رور ونادي تامبينس روفرز ونادي سيدني يونايتد 58 ونيوكاسل يونايتد جتس ووولونغونغ وNorthern Fury FC ‏ وBray Wanderers F.C. ‏.